# Saprophragma acerosum
Saprophragma acerosum är en svampart som beskrevs av K.B. Deshp. & K.S. Deshp. 1966. Saprophragma acerosum ingår i släktet Saprophragma, divisionen sporsäcksvampar och riket svampar.   Inga underarter finns listade i Catalogue of Life.